# Шекер (село)
Шекер (кирг. Шекер) — село в Айтматовском районе Таласской области Кыргызстана. Административный центр Шекерского аильного округа. Код СОАТЕ — 41707 215 843 01 0.

## Население
По данным переписи 2009 года, в селе проживало 3573 человека.

## Известные уроженцы
- Айтматов, Чингиз Торекулович (1928—2008) — советский, затем киргизский писатель.